# Pieltsjerke
De Pieltsjerke is een kerkgebouw in Gaastmeer, gemeente Súdwest-Fryslân, in de Nederlandse provincie Friesland.

## Beschrijving
De driezijdig gesloten zaalkerk uit de 19e eeuw werd in 1953 bijna geheel herbouwd. De houten geveltoren uit 1940 met ingesnoerde spits werd herplaatst. De luidklok uit 1519 is gegoten door de klokkengieters Geert van Wou en Johannes Schonenborch. De preekstoel dateert uit de 17e eeuw. Het orgel uit 1890 is gemaakt door Bakker & Timmenga. De hervormde kerk is een rijksmonument.

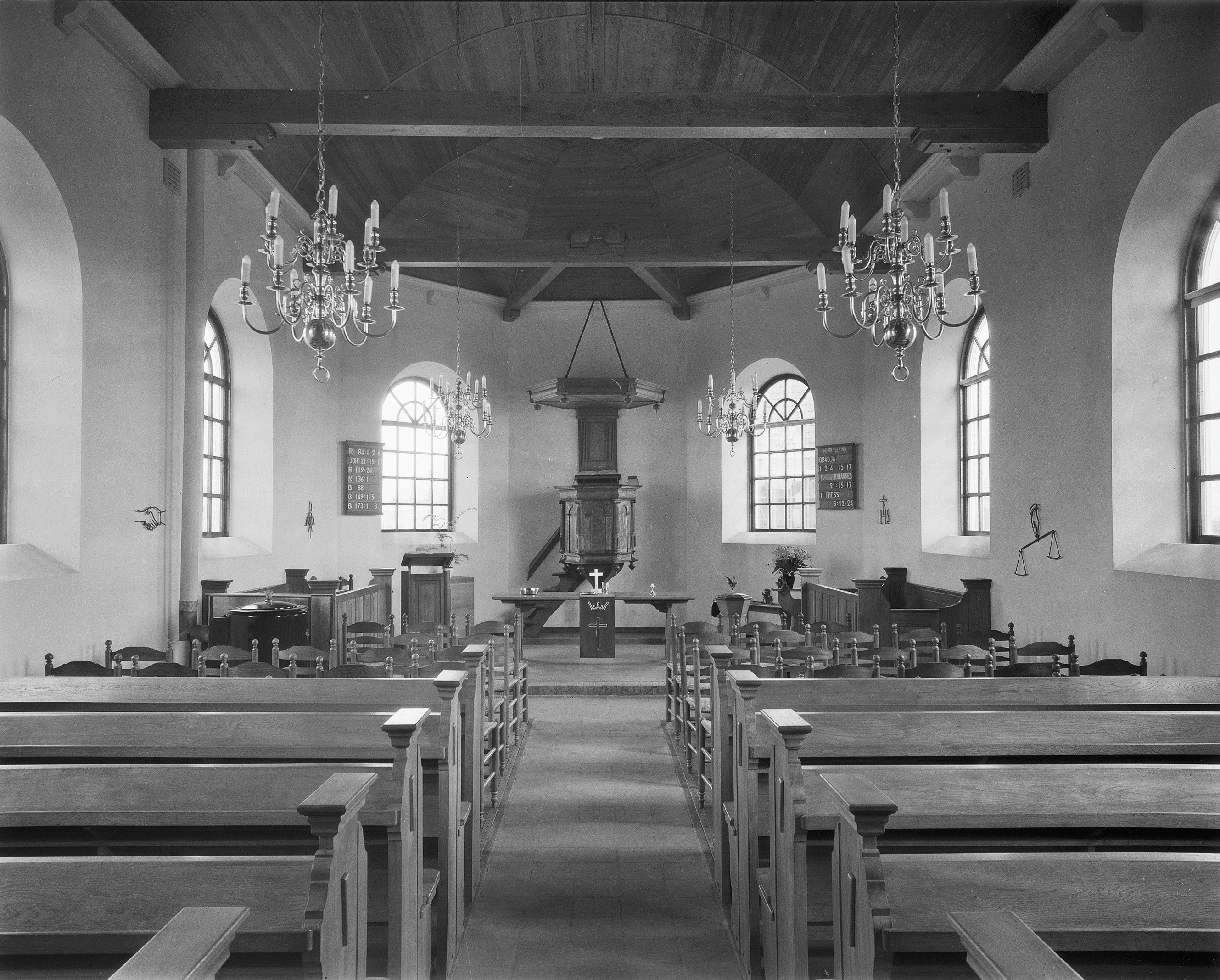
Interieur met preekstoel
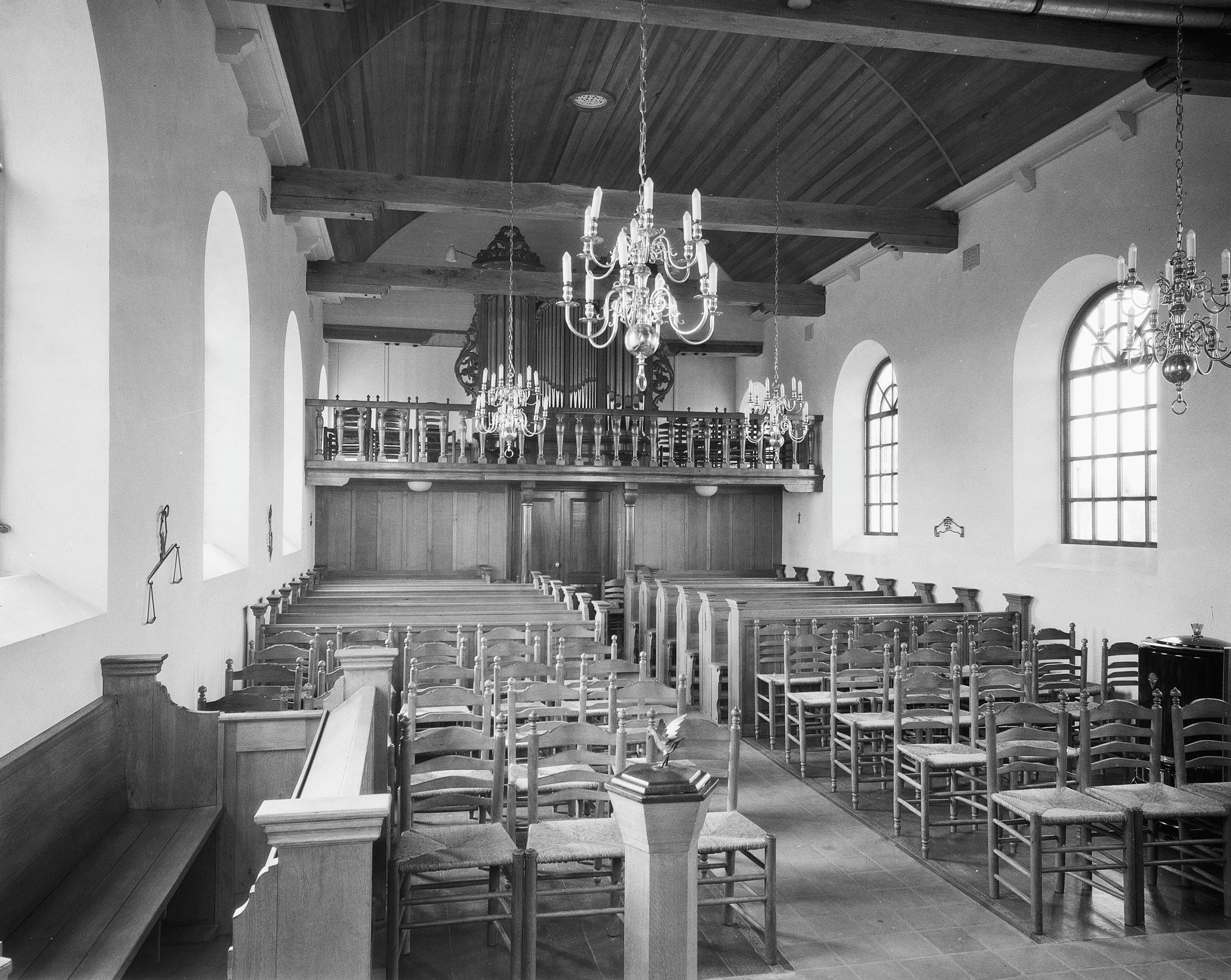
Interieur met orgel (1959)